# Marten Crag
Der Marten Crag (englisch; bulgarisch Мартенски камък Martenski kamak) ist ein über 700 m hoher und felsiger Berg im Grahamland auf der Antarktischen Halbinsel. Auf der Trinity-Halbinsel ragt er 8,2 km nordwestlich des McCalman Peak, 7,88 km nördlich bis östlich des Kribul Hill, 4,53 km ostsüdöstlich des Jarlowo-Nunataks, 9,58 km südwestlich des Kanitz-Nunataks und 3,08 km westlich des Kumata Hill zwischen dem Stepup Col und den östlichen Ausläufern des Gebirgskamms Cordón Lobell auf. Das Broad Valley liegt nördlich und der Cugnot-Piedmont-Gletscher südöstlich von ihm.
Deutsche und britische Wissenschaftler nahmen 1996 seine Kartierung vor. Die bulgarische Kommission für Antarktische Geographische Namen benannte ihn 2010 nach der Stadt Marten im Nordosten Bulgariens.